# 馬克斯·霍夫曼

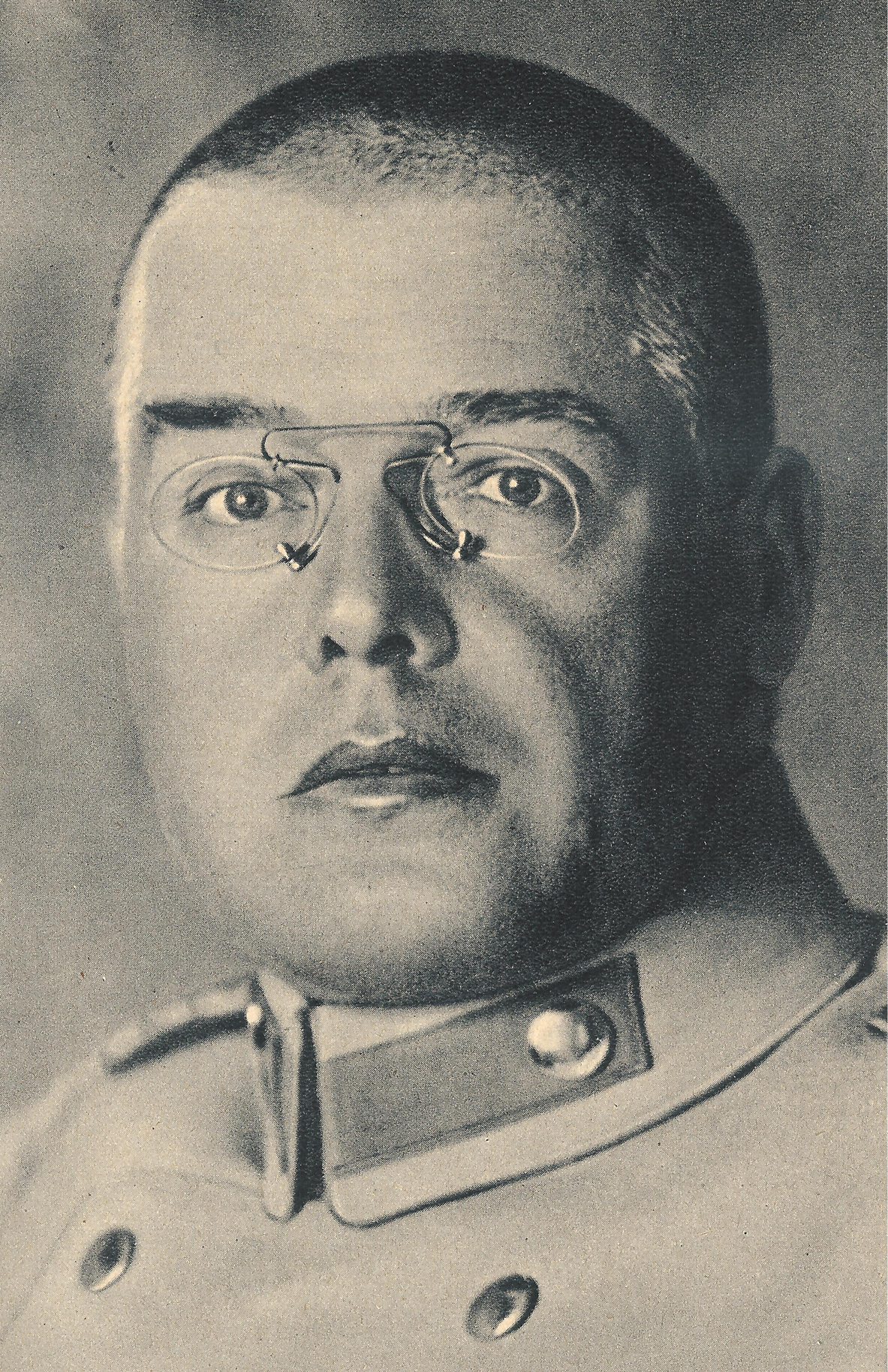

馬克斯·霍夫曼（德語：Carl Adolf Maximilian Hoffmann，1869年1月25日—1927年7月8日）德国军事战略家。第一次世界大战初期担任参谋官，后任第8军副参谋长，不久升任参谋长。霍夫曼以及兴登堡和鲁登道夫在坦嫩伯格和玛苏里湖将俄罗斯军队击败。后期，担任东方战线参谋长一职。1917年底，他与俄罗斯谈判签署了《布列斯特-立陶夫斯克条约》。